# Lietbert
Lietbert (XIde eeuw) was proost van het kapittel van de Sint-Donaaskerk in Brugge en kanselier van Vlaanderen.

## Levensloop
Lietbert of Lutbert werd waarschijnlijk rond 1095 de opvolger van Renier en werd tevens kanselier van Vlaanderen. Het was toen stilaan duidelijk geworden dat door de toevoeging van het kanselierschap, de functie van proost een aanzienlijke meerwaarde had verkregen. De ambities kwamen dan ook los.
Lutbert werd beschreven als 'een eerzaam man die ter ere Gods alles verdroeg'. Na korte tijd werd hij verdrongen door de ambitieuze Bertulf van de Erembalden familie, die hiervoor, zeggen de kroniekschrijvers, onwettige streken uithaalde.